# Elisabetsorden

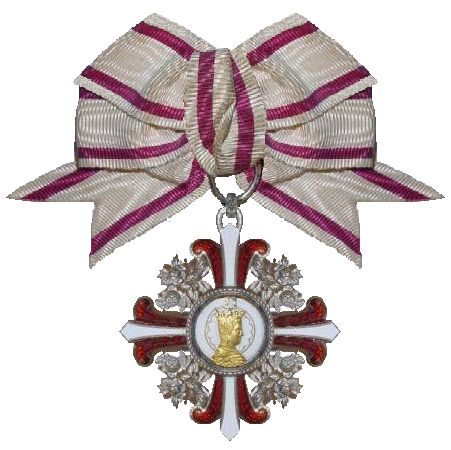
Elisabetsorden.

Elisabetsorden (tyska: Kaiserlich österreichischer Elizabeth-Orden) var en riddarorden för kvinnor, instiftad den 17 september 1898 av kejsar Frans Josef I till minne av hans avlidna gemål, Elisabeth av Bayern, och till ära för hennes skyddspatronessa Elisabet den heliga. Orden, som endast existerade fram till slutet av monarkin 1918, delades in i tre klasser: storkorset, första- och andra klassen. Det fanns också en Elisabetmedalj för civila meriter.